# Associazione Calcio Asti 1940-1941
Questa voce raccoglie le informazioni riguardanti l'Associazione Calcio Asti nelle competizioni ufficiali della stagione 1940-1941.

## Rosa
| N. |                   | Ruolo | Calciatore          |
| -- | ----------------- | ----- | ------------------- |
|    | Italia (bandiera) | D     | Angelo Ambrogio     |
|    | Italia (bandiera) | C     | Guido Anduano       |
|    | Italia (bandiera) | P     | Paolo Azario        |
|    | Italia (bandiera) | D     | Emanuele Baghino    |
|    | Italia (bandiera) | C     | Aldo Barberis       |
|    | Italia (bandiera) | C     | C. Carassone        |
|    | Italia (bandiera) | D     | Agostino Cerutti    |
|    | Italia (bandiera) | C     | Luigi Cresta        |
|    | Italia (bandiera) | A     | Giovanni Dadone     |
|    | Italia (bandiera) | D     | Giovanni Degiovanni |
|    | Italia (bandiera) | C     | Eterno Felice       |
|    | Italia (bandiera) | D     | Arturo Ferraro      |
|    | Italia (bandiera) | A     | Carlo Garbarino     |

| N. |                   | Ruolo | Calciatore          |
| -- | ----------------- | ----- | ------------------- |
|    | Italia (bandiera) | A     | Giovanni Gentile    |
|    | Italia (bandiera) | A     | Amilcare Giuliani   |
|    | Italia (bandiera) | D     | Beniamino Marangoni |
|    | Italia (bandiera) | A     | R. Maggiora         |
|    | Italia (bandiera) | P     | Aldo Penna          |
|    | Italia (bandiera) | A     | Aldo Raimondi       |
|    | Italia (bandiera) | P     | Enrico Simonazzi    |
|    | Italia (bandiera) | A     | Antonio Spatuzzi    |
|    | Italia (bandiera) | D     | Felice Stabilini    |
|    | Italia (bandiera) | D     | Carlo Stradella     |
|    | Italia (bandiera) | D     | Giuseppe Veglio     |
|    | Italia (bandiera) | A     | G. Viotti           |